# فيديريكو ايسبوسيتو
فيديريكو ايسبوسيتو (بالإيطالية: Federico Esposito)‏ هو راكب أمواج ‏ إيطالي، ولد في 2 يوليو 1986 في بيومبينو في إيطاليا.

## ترجمته الذاتية
تنافس ايسبوسيتو في فئة RS: X للرجال في دورة الألعاب الأولمبية الصيفية لعام 2012 في لندن حيث احتل المركز السادس والثلاثين والحصول على علامة«المرسى» من بطولة العالم ISAF World Championships في بيرث- أستراليا الغربية. كافح فيديريكو من أجل الوصول إلى المركز الأول خلا السلسلة الافتتاحية حيث حصل على مجموع نقاط بلغت 269 نقطة ليحرز المركز الرابع والثلاثين في أسطول من المتسابقين المكون من 38 متزلجًا.

## وصلات خارجية
- فيديريكو ايسبوسيتو على موقع الاتحاد الدولي للملاحة الشراعية (موقع جديد) (الإنجليزية)
- فيديريكو ايسبوسيتو على موقع الاتحاد الدولي للملاحة الشراعية (موقع قديم) (الإنجليزية)
- فيديريكو ايسبوسيتو على موقع اللجنة الأولمبية الدولية (الإنجليزية)
- فيديريكو ايسبوسيتو على موقع أوليمبيديا (الإنجليزية)